# Sulzburg
Sulzburg è un comune tedesco di 2 739 abitanti, situato nel land del Baden-Württemberg.
Qua nacquero l'imprenditore Ernst Leitz I ed il filologo e orientalista Gustav Weil.

## Storia
Nell'anno 847 Sulzburg viene nominata per la prima volta col nome di Sulzibergeheim  nel Codice di Lorsch in occasione di un lascito al convento. Nel 1008 la località ottenne dal re Enrico II il diritto di tenere un mercato. L'ormai scomparso borgo di Üsenberg o Burg Sulzburg sul monte di Sulzburg Schlössleberg (Schlossberg) presso il bosco del convento venne presumibilmente costruito nella seconda metà del dodicesimo secolo a protezione dei lavori nella montagna. Attorno al 1280 vengono per la prima volta citati in documenti scritti i cives de Sulzberch, ovvero gli abitanti della città, dunque attorno a questa data la località dovrebbe aver ottenuto il diritto di chiamarsi città.
Dal 1008 al 1523 il convento benedettino St. Blasien gestì un convento femminile a Sulzburg.

### Insediamenti ebrei
Attorno all'anno 1500 i primi ebrei ottennero delle lettere di protezione imperiali e con esse il diritto di insediamento a Sulzburg. A quell'epoca costruivano un cimitero. Dal Medioevo esisteva a Sulzburg una significativa comunità ebraica. Nel 1864 a Sulzburg vivevano 416 ebrei, vale a dire oltre il 31% della popolazione, un livello massimo. Il 22 ottobre 1940, durante l'azione Wagner-Bürckel, gli ebrei che non erano fuggiti dai nazionalsocialisti vennero deportati verso il campo d'internamento Gurs nella Francia sudoccidentale, dove molti morirono a causa delle difficili condizioni oppure vennero portati da là nei campi di annientamento in Polonia.

### Gemellaggi
Dal 2004 Sulzburg è gemellata con la città italiana di La Morra in Piemonte.

## Cultura e luoghi degni di interesse
Chiesa di San Ciriaco a Sulzburg

### Edifici
La chiesa del convento dedicata a San Ciriaco con archi a tutto tondo romanici è un significativo esempio di architettura protoromanica (inaugurata nel 993). Il suo piccolo campanile risale all'undicesimo secolo. Si tratta del più antico conservato in Germania sudoccidentale. Le ricerche attestano che parti della costruzione delle travi provengono da un albero abbattuto nell'inverno 996. Il vestibolo risale al 1309, il soffitto ligneo venne approntato nel 1510. L'ultima ristrutturazione della chiesa avvenne nel 1964. Sono presenti modeste decorazioni pittoriche e residui di vecchi affreschi. Dell'antica decorazione della chiesa non è rimasto molto, la cosa più interessante è forse la cripta colonnata con presumibili spoglie romane.

### Cimitero ebraico
Il cimitero ebraico di Sulzburg è in uso circa dal 1550 ed è rimasto. Rimane all'estremità sudorientale dell'abitato. Dal 1970 un monumento ricorda le vittime della shoah. Il poeta lirico Peter Huchel descrisse due visite al cimitero nel 1925 e nel 1973.

### Musei
Museo dell'industria minieraria del Land Baden-Württemberg.
Nella ex chiesa cittadina evangelica presso la piazza del mercato, costruita nel 1836 dal mastro architetto statale del Baden, Heinrich Hübsch, si trova il museo dell'industria mineraria del Land Baden-Württemberg. Da lì un percorso circolare di circa cinque chilometri conduce a gallerie e piazze che ancora oggi testimoniano l'attività mineraria una volta molto vivace presso Sulzburg, documentata anche nello stemma cittadino con la raffigurazione di un minatore davanti a un'imboccatura di galleria. La miniera più grande era il „Riestergang“ (passaggio Riester), a fianco di essa c'era la miniera di cobalto „Segen Gottes“ (Benedizione del Signore) e il passaggio „Himmelsehre-Gang“ (onore al Cielo); venivano estratti anche loess, gesso e gneis. Il „Riestergang“ venne visitato una volta dall'entusiasta collezionista Karoline Luise von Hessen-Darmstadt.

### Festività
Come parte del Carnevale alemanno qui ha luogo ogni anno, al termine del periodo del Carnevale, il Carnevale dei contadini (Burefasnet). Di esso fa parte la „Funkensonntag“ (Domenica delle scintille), la prima domenica dopo il Mercoledì delle Ceneri: come in altri Comuni circostanti permane la consuetudine contadina del Scheibenfeuer (falò dei dischi ardenti).
Durante la domenica Laetare, in onore della margravia Katharina Barbara von Baden-Durlach (1650–1733), che visse alcuni anni nel castello di Sulzburg, viene celebrata la Weckensonntag (domenica dei panini). Ella donò una farmacia ai poveri, presso la quale i poveri e gli ammalati potevano ottenere medicinali gratuitamente. Per gli scolari indigenti nel diciottesimo secolo venivano donati panini e Brezeln. Da questa distribuzione, che secondo la tradizione ebbe luogo per la prima volta nel 1715, si sviluppò la consuetudine del Weckensonntag (domenica dei panini) con un corteo in costumi storici.
L'ultimo fine settimana di settembre ha luogo ogni anno il Sulzburg-Laufener Städtlefescht (festino urbano di Sulzburg-Laufen) all'insegna del motto Sulzburg invita a tavola. In passato, al suo posto venivano celebrati i Weinkurtage (giorni della cura del vino).
Nel primo fine settimana di ottobre, dal 1991 hanno luogo annualmente i cosiddetti Giorni dell'atelier. Dalla metà degli anni 1990 ogni anno il fine settimana di Pentecoste ha luogo un mercato di artigianato artistico di tre giorni.

## Economia e infrastrutture

### Economia
Il più grande datore di lavoro a Sulzburg è la Hekatron Vertriebs GmbH, che produce impianti di segnalazione antincendio.
Laufen è una località vinicola con posizione unica ad Altenberg. Alla cooperativa vinicola locale, fondata nel 1931, che gestiva 150 ettari, nel 2011 si è unita la cantina vinicola Auggener Schäf eG. La località è nota anche per il vivaio arbusticolo Gräfin von Zeppelin. L'attività, nei suoi ampi terreni, è specializzata nella coltivazione di iris (300 varietà), peonie (150 varietà), hemerocallis (250 varietà) e papavero orientale (20 varietà), che vengono richiesti in tutto il mondo.

### Traffico
Dal 1894 al 1969 Sulzburg era collegata alla rete ferroviaria sovraregionale dalla Münstertalbahn (ferrovia della valle di Münster) (verso Bad Krozingen). Da allora il collegamento viene garantito da una linea di autobus verso Staufen im Breisgau e Müllheim. Il collegamento viene effettuato dalla Südwestdeutsche Verkehrs AG.
Sulzburg non ha più traffico di transito, poiché la strada pubblica termina presso l'hotel benessere „Waldhotel Bad Sulzburg“, a quattro chilometri scarsi a est del centro abitato.

## Amministrazione

### Gemellaggi
- La Morra